# Niche de mitoyenneté
Pour les articles homonymes, voir Niche.

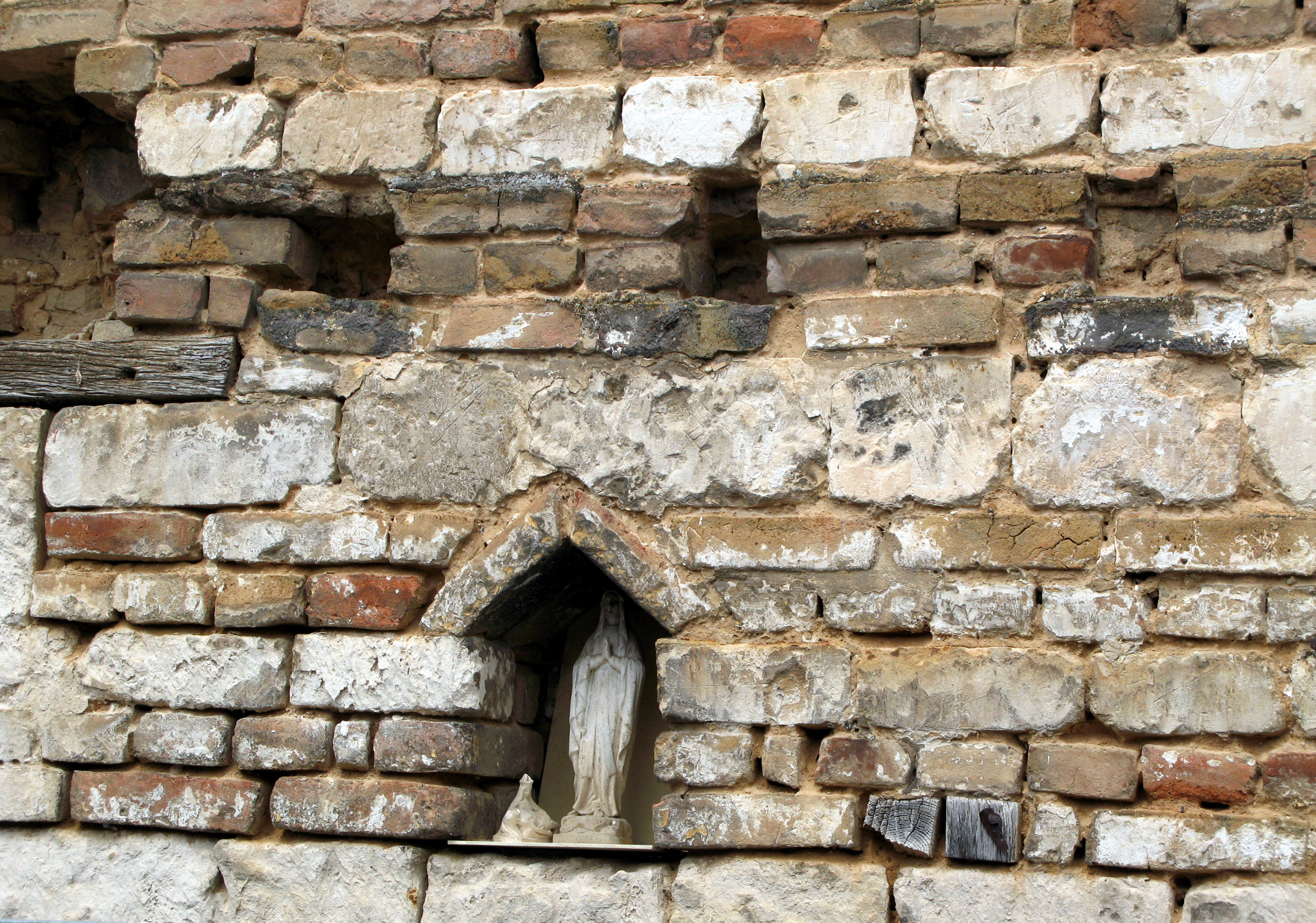
Picquigny (Somme).

Une niche de mitoyenneté est une petite niche (cavité) dans l'épaisseur d'un mur donnant sur une propriété voisine. Souvent pratiquée à hauteur d'homme dans la maçonnerie, sous deux briques disposées en bâtière, elle abritait une petite statue. Cet aménagement était traditionnel dans de nombreuses régions de France pour signaler un mur mitoyen, le fond de la niche démarquant les propriétés.
De nos jours, bon nombre des statues ont disparu de leurs abris, et les cavités restent vides ou ont été transformées en petites étagères. Parfois aussi, les niches ont été comblées lors de travaux de rejointoiement. Leur existence reste alors repérable, sauf quand de la végétation (vigne vierge, lierre) recouvre le mur ou qu'un enduit a été appliqué sur sa surface.
Dans le dialecte picard du Valenciennois (Nord), le creux laissé dans l'épaisseur d'un mur pour marquer la mitoyenneté se dit « boette » (féminin). Le haut de la niche murale pouvait être soit deux briques affrontées formant comme une bâtière, soit deux encorbellements de briques, symétriquement opposés et recouverts d'une panneresse. Le terme s'emploie également pour le soupirail de cave.

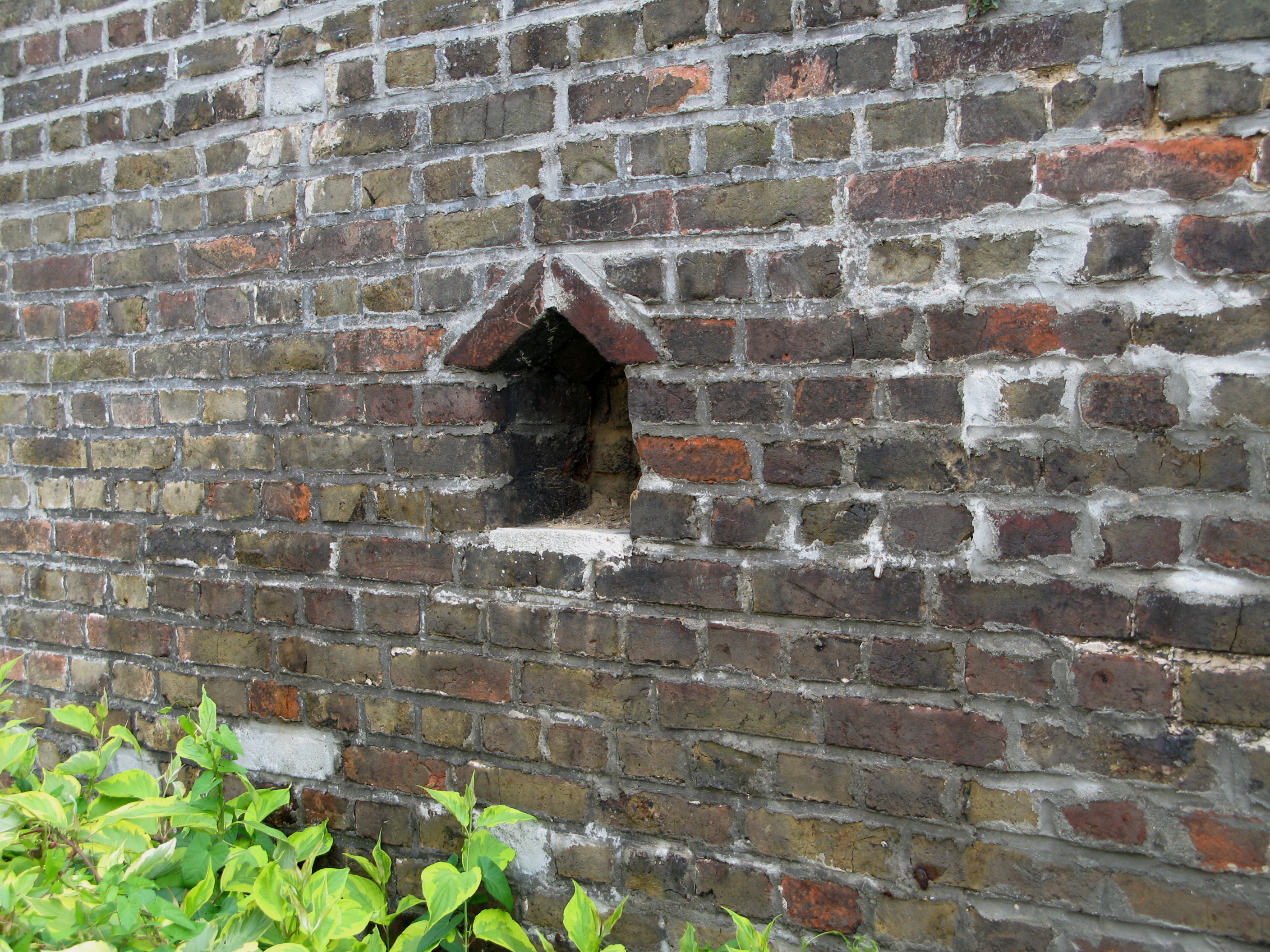
Niche avec deux briques en bâtière, à Amiens (Somme).
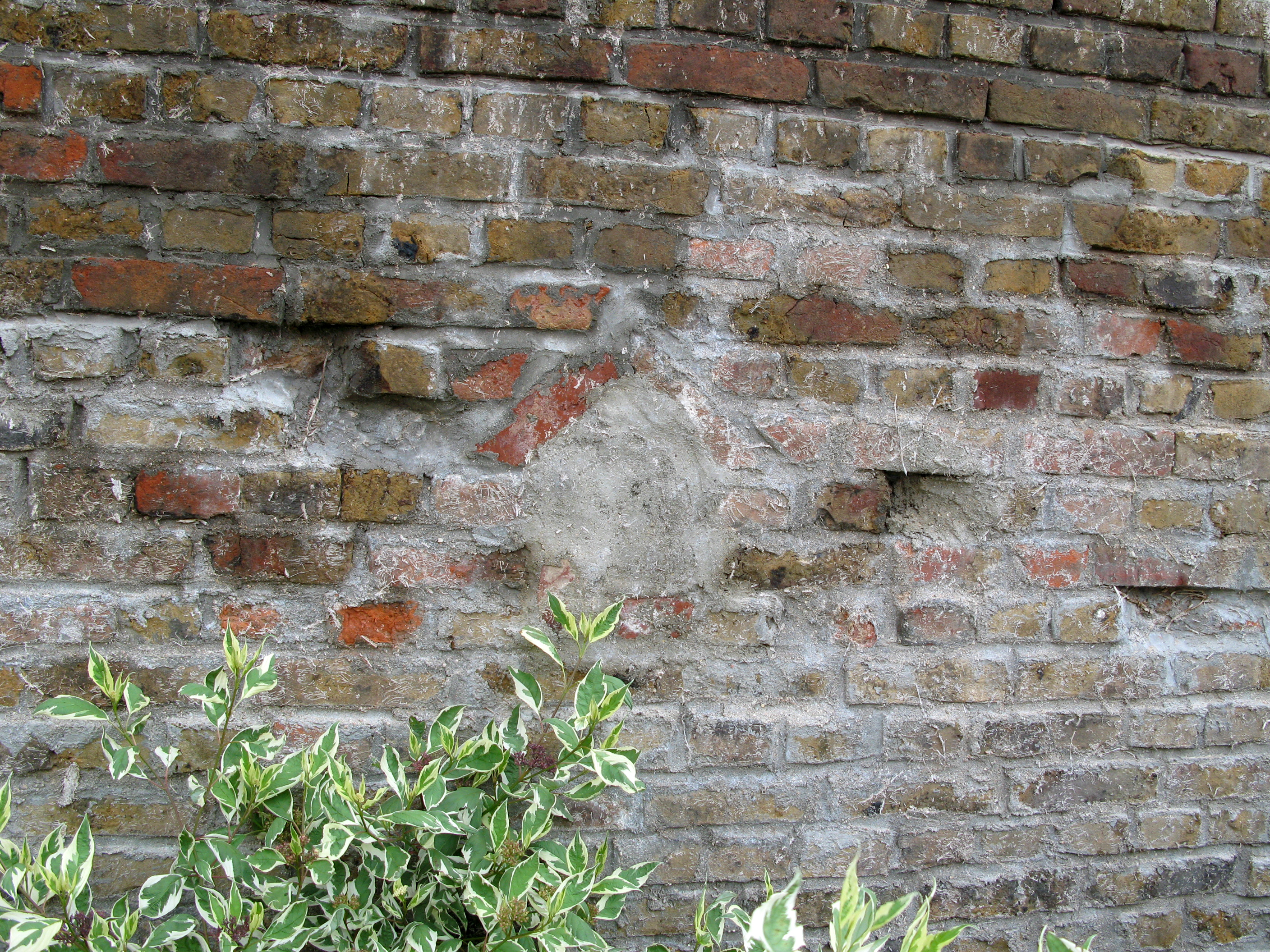
Niche obstruée, à Amiens (Somme).